# Augeneriella lagunari
Augeneriella lagunari är en ringmaskart som beskrevs av Gitay 1970. Augeneriella lagunari ingår i släktet Augeneriella och familjen Sabellidae. Inga underarter finns listade i Catalogue of Life.